# Бабоеф
Бабоеф (фр. Baboeuf) насеље је и општина у североисточној Француској у региону Пикардија, у департману Оаза која припада префектури Компјењ.
По подацима из 2011. године у општини је живело 531 становника, а густина насељености је износила 73,96 становника/km². Општина се простире на површини од 7,18 km². Налази се на средњој надморској висини од 66 метара (максималној 151 m, а минималној 37 m).

## Демографија
| 1962. | 1968. | 1975. | 1982. | 1990. | 1999. | 2011. |
| ----- | ----- | ----- | ----- | ----- | ----- | ----- |
| 399   | 412   | 357   | 510   | 589   | 532   | 531   |

График промене броја становника у току последњих година